# Dodecastigma uleanum
Dodecastigma uleanum är en törelväxtart som först beskrevs av Ferdinand Albin Pax och Käthe Hoffmann, och fick sitt nu gällande namn av Grady Linder Webster. Dodecastigma uleanum ingår i släktet Dodecastigma och familjen törelväxter. Inga underarter finns listade i Catalogue of Life.